# 掛川城

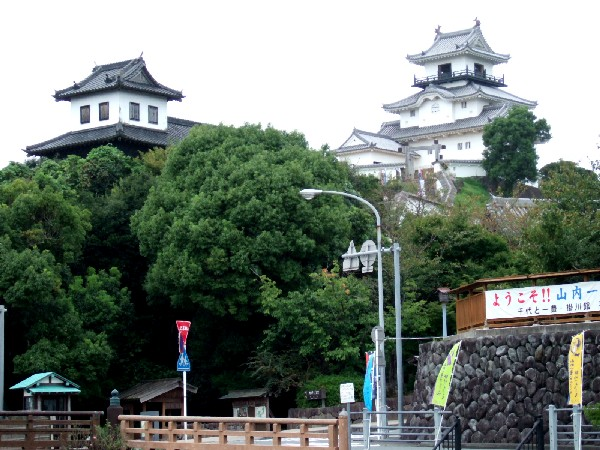
天守及び太鼓櫓

掛川城（かけがわじょう）は、遠江国佐野郡掛川（静岡県掛川市掛川）にあった日本の城。

## 概要
戦国時代には東海道を扼する遠江国東部の中心、拠点として掛川はしばしば争奪戦の舞台となった。朝比奈氏によって逆川の北沿岸にある龍頭山に築かれたとされ、現在見られる城郭の構造の基本的な部分は安土桃山時代に同地に入封した山内一豊によるものである。
本丸を中心に、西に搦手、南東に大手を開き、北に天守曲輪である天守丸、その北に竹之丸、南に松尾曲輪、西に中の丸、東に二ノ丸と三ノ丸、その南を惣構えで囲んだ梯郭式の平山城であった。明治以降は、廃城令によって廃城処分とされ建物の一部を残して撤去され、道路や庁舎の建設によって大半の遺構が撤去されている。現在は、1854年に倒壊した天守や大手門などの一部の建物、土塀が木造復元され、堀や土塁、石塁の復元が行われている。城跡の整備が城下に至り、電柱の埋設など都市景観の配慮に及んだ。

## 歴史・沿革

### 戦国時代
室町時代中期の文明（1469年 - 1487年）年間に大名・今川義忠が、重臣の朝比奈泰煕に命じて築城したと伝えられている。当初は龍頭山より北東にある子角山に築かれており、龍頭山の城は1513年に新たに築城されたものである。
そのまま朝比奈氏が城代を務め、泰煕の子孫である朝比奈泰能・朝比奈泰朝が代々城を預かった。ところが、1568年（永禄11年）、朝比奈氏の主君の今川氏真が甲斐国の武田信玄・三河国の徳川家康の両大名から挟み撃ちに遭い、本拠地たる駿府館を捨てて泰朝のいる掛川城に逃げ延びた。このため掛川城は徳川勢の包囲に遭ったが、泰朝はよく城を守ったためなかなか落城しなかった。この際、徳川勢はかつて掛川城があった子角山を拠点としたという説がある。しかし、兵数の差もあって和議で氏真の身の無事を家康に認めさせると、泰朝は開城を決断した。
氏真と泰朝は1569年2月8日（永禄12年1月23日）に掛川城を開き、相模国の小田原城へ退去し、掛川城には城代として家康の重臣・石川家成・康通親子が入った。間もなく駿河国に入った武田信玄が徳川家康と敵対し、掛川城に程近い牧之原台地に諏訪原城を築き、さらに掛川城の南方にある高天神城では武田・徳川両氏の激しい攻防戦の舞台となった。しかし掛川城は1582年（天正10年）の武田氏の滅亡まで徳川氏の領有であり続けた。

### 天正年間から慶長初年
その後も掛川城は石川氏が城代を務めたが、1590年（天正18年）に家康が東海から関東に移封されると、掛川城には豊臣秀吉の直臣であった山内一豊が5万1千石（のち5万9千石）で入った。一豊は掛川城の大幅な拡張を実施し、石垣・瓦葺の建築物・天守など近世城郭としての体裁を整えた城郭とした。

### 江戸時代

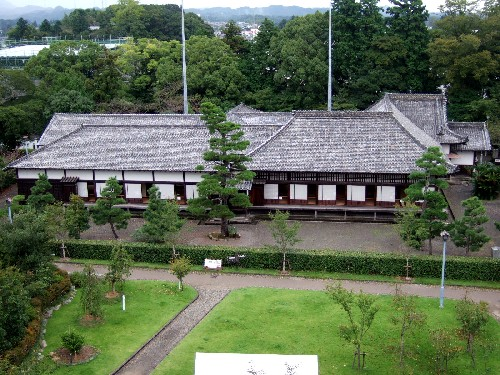
掛川城二の丸御殿。国の重要文化財に指定されている

1600年（慶長5年）の関ヶ原の戦いの後、一豊は土佐一国を与えられて高知城に移転した。その後、掛川城には多くの譜代大名が入ったが、最終的には太田氏（太田道灌一族の系統）が入り、何度か城の修築も行われている。ところが、幕末の1854年（安政元年）末に、東海地方一帯を大地震が襲い（安政東海地震）、掛川城も太鼓櫓、蕗の門、大手二の門、大手門、天守等を含む大半の建物が倒壊した。この際、政務所である二ノ丸御殿、太鼓櫓、蕗の門、大手二の門は1861年（文久元年）までに再建されたが、天守、四足門等は再建されることはなかった。

### 近代・現代
- 1994年（平成6年）4月 天守が再建された。再建された天守は木造であり、日本初の木造復元天守である。建坪は92.3坪、10億5千万円を要した[2]。天守閣の屋根を守る鯱は青銅製で、高さ4尺（1.2メートル）で一基約200キログラム（一対で400キログラム）である[3]。復元では、和釘を使用している。大きさは2寸5分から7寸の釘を7,570本使用している[3]。
- 木造建築による地上2階と塔屋2階建で建築面積は209.00平方メートル、延べ床面積304.96平方メートル、最高高さ16.18メートル、軒高7.88メートル、地下深さ4.70メートルである。工期は1990年7月23日から1993年8月31日までで、事業担当は掛川市教育委員会社会教育課、設計管理は竹林舎建築研究所、施工は鹿島建設建設横浜支店が担当した[4]。
- 1995年（平成7年）大手門が木造復元される。ただし道路の関係で当時の位置から約50m北に建てられた。
- 2006年（平成18年）には、日本城郭協会により日本100名城に選定されている[5]。

## 遺構

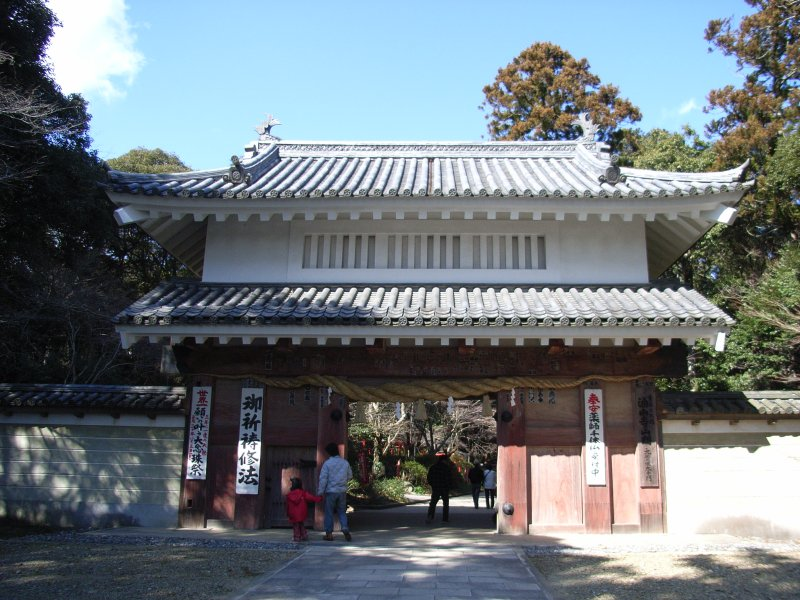
掛川城大手二の門が移築された油山寺山門。国の重要文化財。

建築遺構としては、1861年（文久元年）に再建された二ノ丸御殿(二の丸御殿台所、釜戸、土塀、蔵、厠3部屋、割場、井戸の部分は明治時代に解体された)が現存し、1980年（昭和55年）に国の重要文化財に指定されている。現在、御殿内は入場可能となっており、採光や部屋割などをそのままにすることで、当時の風情を残す。そのほか構の遺構としては石垣や土塁、堀の一部が現存。
入場料： 天守閣・御殿　大人（高校生以上） 410円　/　小中学生　150円
このほかに、移築して現存する建築物としては、三ノ丸から本丸に移築された太鼓櫓が現存する。玄関下御門が明治維新後に、袋井市の油山寺にそのまま移築され、これも国の重要文化財に指定されている。大手門番所も幕末の建築であり、市の指定文化財に指定されている。また、掛川市円満寺の山門として蕗（富貴）の門が、どこの門か定かではないが菊川市西方（にしかた）の龍雲寺裏門に移築されている。
竹の丸は江戸時代には武家屋敷のあったところだが、明治以後は豪商の松本家が購入し、屋敷の建て替えを行った。この建築が、その後に掛川市の所有となって現存し、明治時代の上流階級の邸宅と小規模な庭園がある。2009年、建物の修復工事が行われ改修後は有形文化財として一般に公開されている。

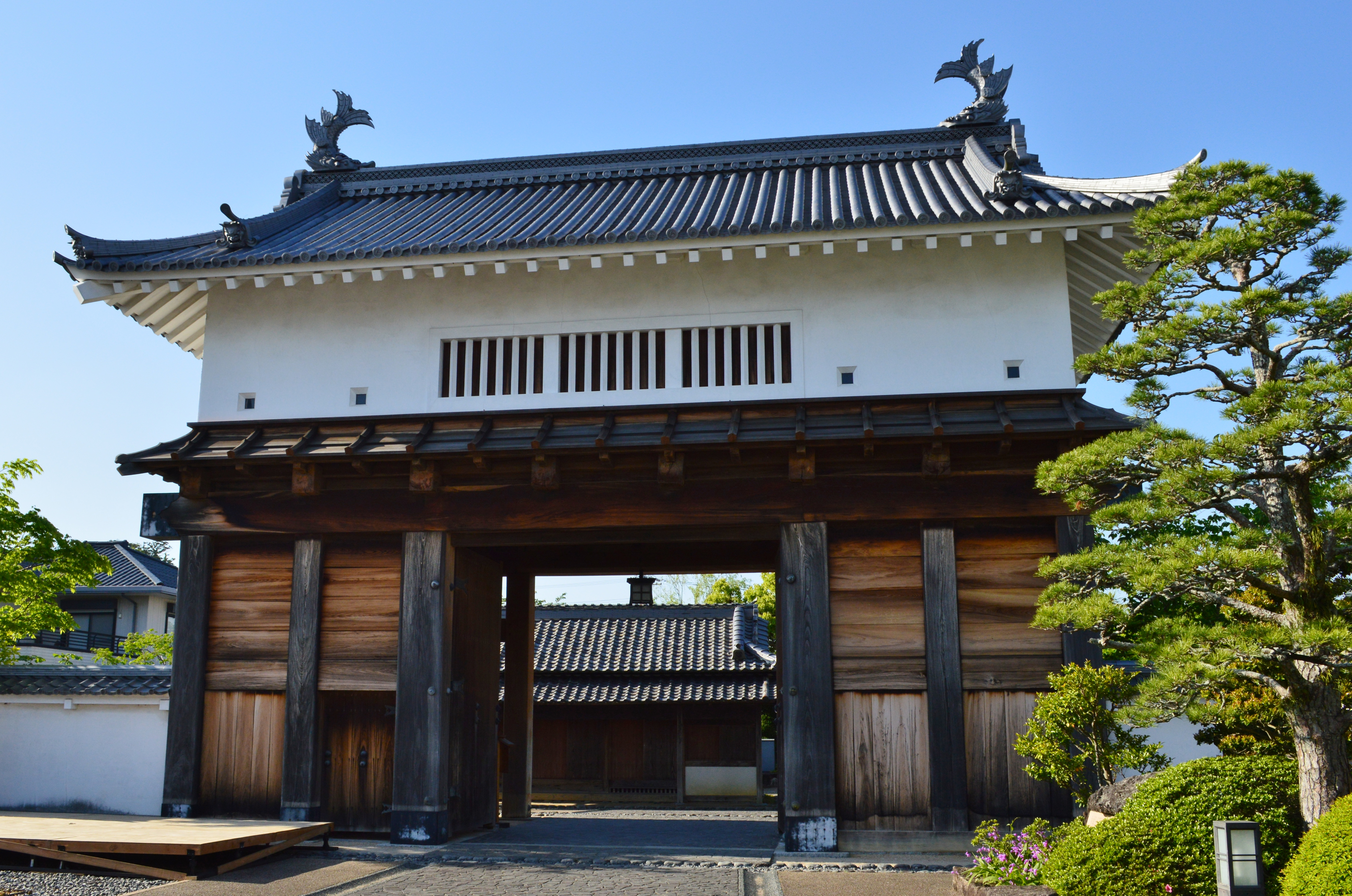
復元大手門

## 天守

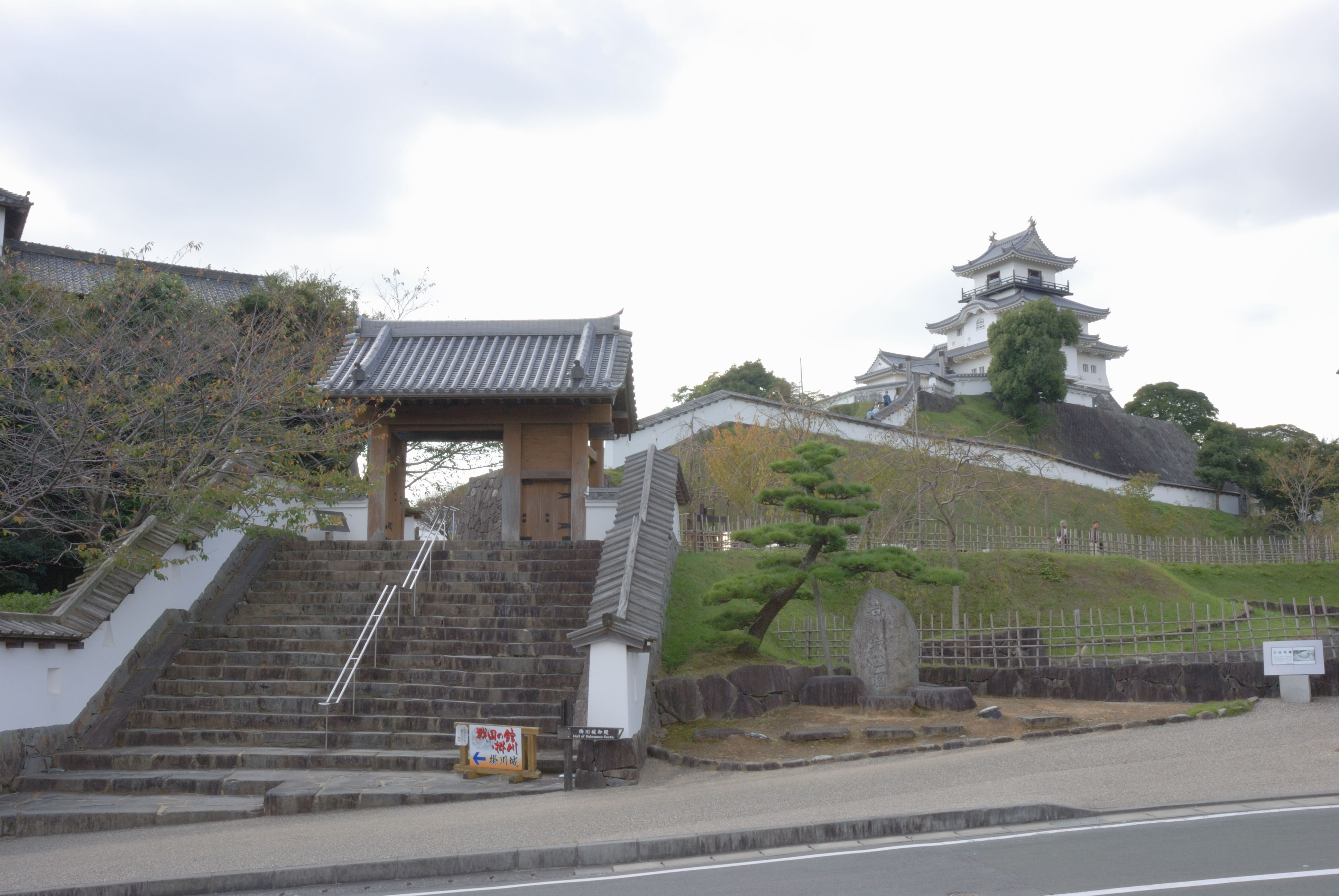
木造復元整備された天守と城門

1604年（慶長9年）の大地震で倒壊し1621年（元和7年） に再建されたが、1854年（安政元年）旧暦11月4日の嘉永東海地震により再び倒壊。その後、天守は再建されず、天守台などの遺構が残るのみであった。1994年（平成6年） 市民や地元企業などから10億円の募金を集めて、戦後初となる木造による天守を復元し、掛川のシンボルとなっている。
1621年に再建された姿は、『遠江国掛川城御天守台石垣土手崩所絵図』に描かれている。それによれば、2重目以上が板壁で2重目には唐破風出窓に華頭窓をもつ層塔型の天守が描かれている。3重目の壁は黒く縦横に線が描かれているため、戸板で囲まれた内縁高欄で、当初は外縁高欄であった。

### 木造復元
3層4階の入母屋造である点と、2重目の唐破風出窓や慶長時代の様式といわれる花頭窓などは、絵図などの調査に基づいて忠実に復元されている。また、この天守を木造復元するに際しては、山内一豊が掛川城の天守と内部構造が類似していて、同様の姿に建てさせた高知城の天守を参考にしてそれと類似した内部構造とし、壁は白漆喰で塗り固められている。木造復元する上で参考とした、現存の高知城天守は江戸時代末期の再建であり創建当初のものではないと指摘されるが、創建当初の天守を忠実に木造復元したので、一豊創建時の姿である。
一方で、掛川城の天守が地震で倒壊する数年前の1851年（嘉永4年）に作成された、天守台周囲の崩落した石垣と芝土手の被害状況を示した絵図面が残っており、同時に天守の形も示されているので、嘉永地震以前の天守を知る重要な手がかりとなっている（掛川市二の丸美術館蔵）。
現在の天守閣は、織豊期以降の近世の天守丸として復元整備された。木造復元の際の発掘調査では、中世段階の喰違い虎口、曲輪を取り囲む大型土坑群などが発見される。天守台石垣は近世（17世紀中葉から18世紀）の積み直しを行った。南面と西面に山内期の自然石、粗割石を用いた。石垣は、木造復元天守に伴い解体された。
天守台は、基盤となる地層の地山の一部に盛り土をした上に石垣を築いた。木製地の上に築いたため安政の大地震で東・北面が崩れ落ちてしまった。

### 修復
木造復元から27年が経過し、漆喰壁の剥離や黒墨、高欄の腐食や退色等が見られるため、2022年6月から大規模修復工事が行われた。修復工事にかかる期間の延長に伴い、当初2023年1月31日までの予定だった施設閉館期間が3月31日までに変更され、4月1日に入館見学が再開された。

## 本丸
本丸普請以前の地形は南に傾斜した谷地だった。その谷地の狭隘な平坦地には集石墓からなる中世墓群が造営されていたことが発掘調査により判明した。その谷を本丸普請の際に埋め立て本丸空間を確保した。

## 二ノ丸
もとは三の丸東南隅にあったが、安政の大地震の後、三層櫓が倒壊した後に建てられた。明治廃城の時に移築されるが、その後再び城内に移される。もともとあった荒和布櫓（あらめやぐら）にかわって、三の丸にあった太鼓櫓が移築された。
現在は、江戸時代の建造物がそのまま城址に残っている。その後、明治元年に民間に払い下げられ、明治10年掛川町に寄付、明治31年に掛川市役所建設のため掛川城公園本丸に移築。
2012年から2023年にかけて、将棋の王将戦七番勝負の第1局が二の丸茶室で行われるのが恒例となっていた。2024年には使用されず、2025年には再び第1局が二の丸茶室で行われた。

## 文化財

### 重要文化財
- 掛川城御殿

### 市指定文化財
- 掛川城太鼓櫓
- 大手門番所

### 関連文化財

#### 重要文化財
- 油山寺山門

#### 市指定文化財
- 掛川城蕗の門

## 作品

### 小説
- 司馬遼太郎『功名が辻』

### マンガ
- 所十三『名門!多古西応援団』（連載中に天守は復元されていない）
- 大島司『シュート!』（無印編の連載中に、天守の復元が完工した）

### アニメ
- 勇者になれなかった俺はしぶしぶ就職を決意しました - 第2話やOPにて天守閣が登場。

## 現地情報
所在地
静岡県掛川市掛川1138-24
交通
東海旅客鉄道（JR東海）東海道新幹線・東海道本線・天竜浜名湖鉄道天竜浜名湖線 掛川駅北口から北へ徒歩7分。
料金
- 一般：400円
- 小・中学生：150円

上記料金で再建天守、現存御殿の2か所へ入館できる。
開館時間
- 2月1日から10月31日まで  午前9時から午後5時まで（入館は4時30分まで）
- 11月1日から1月31日まで  午前9時から午後4時30分まで（入館は4時まで）

休館日
年末年始（12月30日から翌年1月1日まで）

## 行事
掛川城では1855年（安政2年）8月に当時藩主だった太田氏により「報刻の大太鼓」が製作され、明治中頃までこの太鼓が時間を告げるのに使用されていた。これを記念して1957年（昭和32年）から毎年時の記念日（6月10日）の正午に「時の記念日太鼓打ち鳴らし式」が開催されている。

## 景観整備
掛川駅から掛川城までの約500メートルと周辺商店街では、以下などの施策により、城下町風の景観が整備されている。
- 建築物に瓦屋根と海鼠壁を初めとする、城下町風外観を持たせる。
- 歩道敷タイルを石板調にする。
- 電線の地中埋設による無電柱化。
- 信号機などへのデザインポールの採用。